# Álex Rins
Álex Rins Navarro (Barcelona, 1995. december 8.–) spanyol motorversenyző, a MotoGP királykategóriában versenyez.

## Pályafutása
Rins még hároméves sem volt amikor megkapta első járművét, egy quadot. Három évvel később a család barátai meggyőzték Rins apját, hogy próbáljon ki Álex egy motort. Rins két keréken jobbnak bizonyult, mint a quadján, így nemsokára megkapta első motorját, egy 50 köbcentis KTM krosszmotort. Ezután kipróbálta magát az 50, 65, 70 és 85 köbcentis Supermotard bajnokságokban is, majd megnyerte a katalán MiniGP 70 köbcentis géposztályának bajnoki címét. A következő évtől már 125cc-s motorokat hajtott, és nevezett két bajnokságba is. Az európai kiadáson harmadik lett, katalóniában viszont bajnok lett. 2010-ben a spanyol CEV Buckler 125GP mezőnyében próbálta ki magát, ahol többek között Maverick Viñales és Miguel Oliveira ellen is versenyzett. A bajnokságot végül a harmadik helyen zárta, de még fontosabb, hogy a Repsol felfigyelt a spanyol motorosban lévő potenciálra. A következő évben bajnokságot is nyert a csapattal, illetve Európában második lett Romano Fenati mögött.

### 2012
2012-ben az Estrella Galicia 0,0 csapathoz szerződött a Moto3-ba. Már a második versenyen a pole-pozícióból indulhatott, de a dobogóra végül nem tudott felállni. A francia nagydíjon mindössze 16 évesen tudott dobogóra állni harmadik helyével. A versenyzőket at eső tréfálta meg, így Rins a 26. helyről rajtolva tudott így előretörni. A szezon hátralévő futamait sokszor a legjobb tízben fejezte be, így a kiegyensúlyozottságának köszönhetően a bajnokság ötödik helyén zárt.

### 2013
A következő évre maradt előző évi csapatánál, az év során pedig Rins egyike tudott lenni annak a hat versenyzőnek aki dobogóra tudott állni. A spanyol a tizenhét megrendezett versenyen csupán három alkalommal nem állt dobogóra, ebből is egyszer negyedik lett. Rins az amerikai nagydíjon megszerezte második pole-pozícióját, ám ezt már sikerült győzelemre váltania és először diadalmaskodni a Moto3-ban. Rinsnek ezután még öt futamgyőzelmet sikerült behúznia, de a bajnokságot így is a második helyen zárta Viñales mögött, csupán 12 pont hátránnyal.

### 2014
Rins még egy évet töltött a Moto3-as géposztályban, ám ez az év nem bizonyult olyan sikeresnek, mint az előző. Nyolc alkalommal ért be dobogót érő helyen, melyből kétszer a legfelső fokra állhatott fel. A bajnoki címért folyó versenybe nem tudott becsatlakozni, de Efrén Vázquezzel az utolsó fordulóig csatáztak a harmadik helyért, amelyet végül Rins szerzett meg.

### 2015

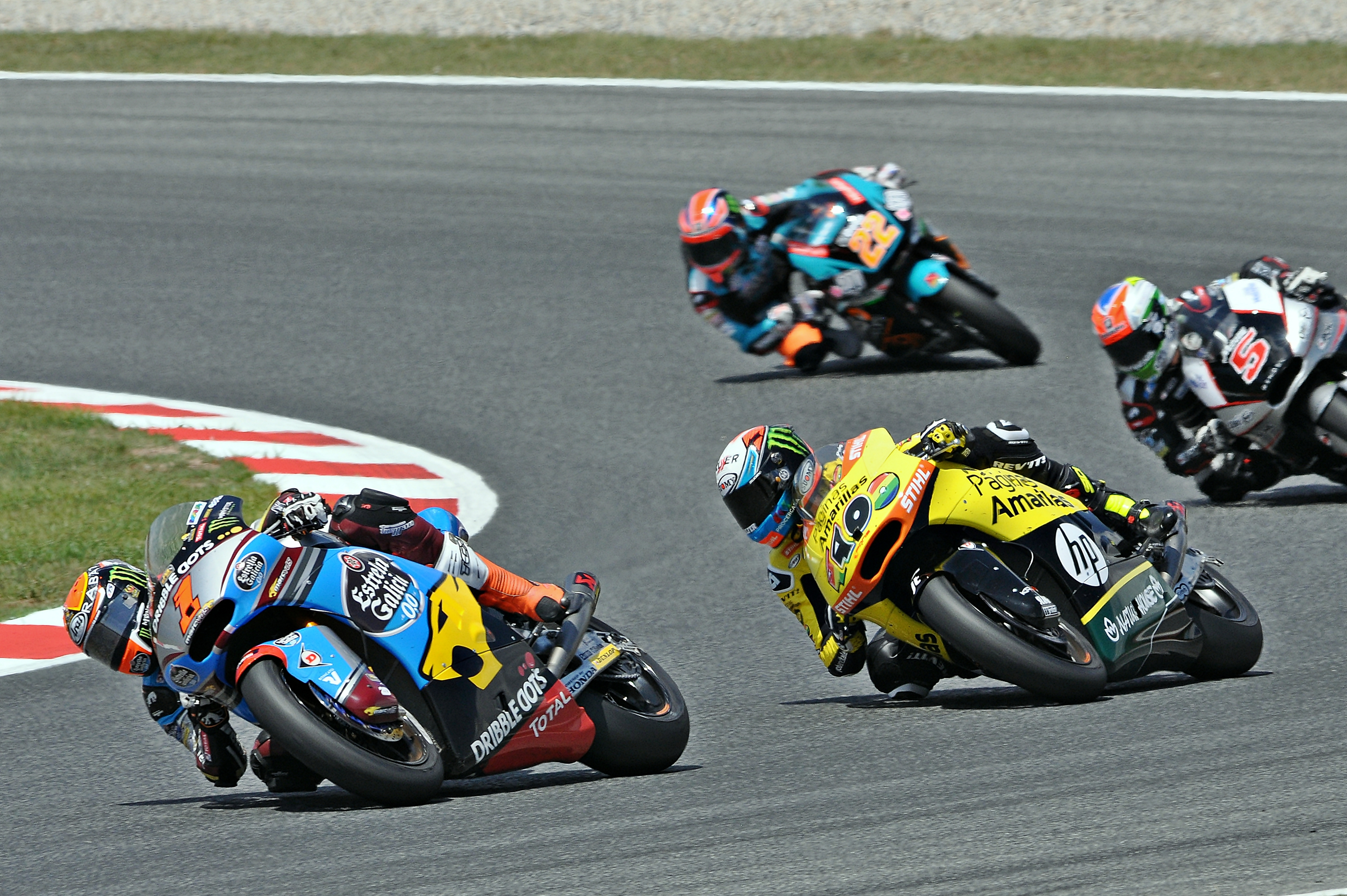
Rins 2015-ben Tito Rabat ellen

A következő évre Rins géposztályt váltott, ettől az évtől már a Moto2-sek mezőnyét erősítette a Pons Racing színeiben. Első versenyén a negyedik lett, a következő amerikai versenyen pedig meg is szerezte első dobogóját. Spanyolországban megfutotta első leggyorsabb körét, Franciaországban pedig pole-t szerzett, de egyik futamot sem tudta pontszerző helyen befejezni. Indianapolisban tudott felérni a csúcsra, hiszen a pole-pozíció megszerzése után behúzta első győzelmét is. A további versenyeken a dobogó gyakori vendégének számított, de nem tudta fölvenni Zarcóval a bajnoki címért folyó harcot. Az év véget a második helyen zárta, és ő lett magasan a legjobb újonc.

### 2016
2016-ra Rins maradt a csapatánál, immáron a bajnoki cím megszerzésének céljával. A szezont ugyanolyan jól kezdte, mint az előzőt, kilenc futamból négyszer végzett dobogón. Végül Zarco mögött 3. lett az összetettben, 2 futamgyőzelmet szerzett.

### 2017
2016. július 4-én bejelentették Rins szerződését mely értelmében 2017-től a MotoGP-ben fog versenyezni a Suzuki gyári csapatánál. Ebben az évben dobogóra nem tudott felállni, legjobb helyezése egy negyedik hely volt a szezonzárón, Valenciában. A szezon során több futamot ki kellett hagynia sérülés miatt, amikkel egész évben küzdött. Ez nagyon rányomta bélyegét a szezonjára, melyben mindössze 16. lett, a motor fejlesztésében nem nagyon tudott részt venni.

### 2018
A továbbfejlesztett Suzuki-gép és a sérülések hiánya lehetővé tette, hogy Rins 2018-ban következetes dobogós versenyző legyen. Annak ellenére, hogy kiábrándító a szezon kezdete 9 versenyből 5 eséssel, Rins ötször állt dobogóra (beleértve a második helyet mind a két utolsó fordulóban) és összesen 169 pontot szerzett. A szezont az 5. helyen fejezte be, 36 ponttal csapattársa, Iannone előtt.
2018. május 17-én, a francia GP előtt, megerősítették, hogy Rins kétéves szerződést írt alá a Suzukival, garantálva pozícióját a Hamamatsu gyártónál 2020-ig.

### 2019
A 2019-es szezonban Rins csapattársa a MotoGP újonc és a 2017-es Moto3 bajnok, Joan Mir. Miután mind a katar, mind az argentin futamon a dobogóra állt, Rins megnyerte az Amerika 2019-es Grand Prix-jét, Valentino Rossi-val harcot folytatva, Marc Márquez kiesése után. Ez az első sikere a MotoGP osztályban és a Suzuki első győzelme, mióta Maverick Viñales megnyerte a 2016. évi Brit Nagydíjat, valamint a 2. premier osztályú győzelmüket a MotoGP-be való visszatérésük óta. Rins 205 ponttal fejezte be a szezont, a bajnokságban 4. lett, ami eddigi legjobb MotoGP szezonja.

### 2020
A szezonnyitó versenyt sérülés miatt kihagyta. A katalán nagydíjon a harmadi helyen ért célba, míg csapattársa 2. lett. Aragóniában a szezonbeli első és egyetlen győzelmét ünnepelte, de a következő két versenyhétvégén mindkétszer a 2. helyen ért célba. A szezont a harmadik helyen zárta 139 ponttal, míg Mir világbajnok lett.

### 2021
A szezon során vissza esett a teljesítménye. A brit nagydíjon elért 2. helye volt a legjobb helyezése. A bajnokságot 99 ponttal a 13. helyen fejezte be.

### 2022
A hatodik egymást követő szezont kezdte meg a Suzuki csapatával, amely a szezon végén távozott a MotoGP-ből. A harmadik versenyhétvégén Argentínában az első dobogóját szerezte meg a szezon során, miután a 3. helyen ért célba. A következő versenyen Amerikában eggyel előrébb végzett. A szezon közepében kisebb hullámvölgybe került. A bajnokság végén Ausztráliában és a szezonzárón győzelmeket ünnepelhetett. A Valencia győzelmével a Suzuki győzelemmel búcsúzott a királykategóriától.

### 2023
A 2022-es szezon nyarán jelentették be, hogy a következő évtől két évig az LCR Honda pilótája lesz. A szezonnyitó portugál versenyen a 10. helyen fejezte be a versenyt. Amerikában a kvalifikáción a 2. helyett szerezte meg, majd a sprint versenyen is ebben a pozícióban ért célba. A főfutamot megnyerte és ezzel ő lett az első LCR Honda versenyző, aki 2018 óta futamot tudott nyerni, akkor Cal Crutchlow nyert. 2018 óta ez volt az első Honda-győzelem, amit nem Marc Márquez nyert meg a gyártónak. Rins győzelme az LCR 100. dobogós helyezése volt.

## Statisztika
| Szezon   | Kategória | Motor       | Versenyek | Győzelmek | Dobogók | Pole | Lkör | Pontok | Poz. |
| -------- | --------- | ----------- | --------- | --------- | ------- | ---- | ---- | ------ | ---- |
| 2012     | Moto3     | Suter Honda | 17        | 0         | 1       | 1    | 1    | 141    | 5.   |
| 2013     | Moto3     | KTM         | 17        | 6         | 14      | 8    | 1    | 311    | 2.   |
| 2014     | Moto3     | Honda       | 18        | 2         | 8       | 4    | 3    | 237    | 3.   |
| 2015     | Moto2     | Kalex       | 18        | 2         | 10      | 3    | 4    | 234    | 2.   |
| 2016     | Moto2     | Kalex       | 18        | 2         | 7       | 1    | 3    | 214    | 3.   |
| 2017     | MotoGP    | Suzuki      | 13        | 0         | 0       | 0    | 0    | 59     | 16.  |
| 2018     | MotoGP    | Suzuki      | 18        | 0         | 5       | 0    | 1    | 169    | 5.   |
| 2019     | MotoGP    | Suzuki      | 19        | 2         | 3       | 0    | 1    | 205    | 4.   |
| 2020     | MotoGP    | Suzuki      | 13        | 1         | 4       | 0    | 2    | 139    | 3.   |
| 2021     | MotoGP    | Suzuki      | 17        | 0         | 1       | 0    | 1    | 99     | 13.  |
| 2022     | MotoGP    | Suzuki      | 19        | 2         | 4       | 0    | 1    | 173    | 7.   |
| 2023     | MotoGP    | Honda       | 7         | 1         | 1       | 0    | 1    | 54     | 19.  |
| 2024     | MotoGP    | Yamaha      | 17        | 0         | 0       | 0    | 0    | 31     | 18.  |
| Összesen | Összesen  | Összesen    | 211       | 18        | 58      | 17   | 19   | 2066   |      |

## Eredményei
| Év   | Géposztály | Motor       | 1      | 2      | 3      | 4      | 5      | 6      | 7      | 8      | 9      | 10     | 11     | 12    | 13      | 14     | 15     | 16     | 17      | 18     | 19    | 20     | Helyezés | Pont |
| ---- | ---------- | ----------- | ------ | ------ | ------ | ------ | ------ | ------ | ------ | ------ | ------ | ------ | ------ | ----- | ------- | ------ | ------ | ------ | ------- | ------ | ----- | ------ | -------- | ---- |
| 2012 | Moto3      | Suter Honda | QAT 10 | SPA 4  | POR 7  | FRA 3  | CAT Ki | GBR Ki | NED 6  | GER 20 | ITA 7  | IND 7  | CZE 5  | RSM 4 | ARA 6   | JPN 4  | MAL 7  | AUS 4  | VAL 16  |        |       |        | 5.       | 141  |
| 2013 | Moto3      | KTM         | QAT 3  | AME 1  | SPA Ki | FRA 2  | ITA 2  | CAT 2  | NED 3  | GER 1  | IND 1  | CZE 4  | GBR 2  | RSM 1 | ARA 1   | MAL 2  | AUS 1  | JPN 24 | VAL 3   |        |       |        | 2.       | 311  |
| 2014 | Moto3      | Honda       | QAT 5  | AME 4  | ARG 5  | SPA 3  | FRA 2  | ITA 3  | CAT Ki | NED 2  | GER Ki | IND 5  | CZE 9  | GBR 1 | RSM 1   | ARA 4  | JPN 10 | AUS 3  | MAL 3   | VAL 5  |       |        | 3.       | 237  |
| 2015 | Moto2      | Kalex       | QAT 4  | AME 3  | ARG 2  | SPA 18 | FRA 17 | ITA 11 | CAT 2  | NED 4  | GER 3  | IND 1  | CZE 3  | GBR 2 | RSM Kiz | ARA 2  | JPN 11 | AUS 1  | MAL Ki  | VAL 2  |       |        | 2.       | 234  |
| 2016 | Moto2      | Kalex       | QAT 8  | ARG 4  | AME 1  | SPA 3  | FRA 1  | ITA 7  | CAT 2  | NED 6  | GER Ki | AUT 3  | CZE 2  | GBR 7 | RSM 2   | ARA 6  | JPN 20 | AUS Ki | MAL 14  | VAL 5  |       |        | 3.       | 214. |
| 2017 | MotoGP     | Suzuki      | QAT 9  | ARG Ki | AME Ni | ESP    | FRA    | ITA    | CAT    | NED 17 | GER 21 | CZE 11 | AUT 16 | GBR 9 | RSM 8   | ARA 17 | JPN 5  | AUS 8  | MAL Kiz | VAL 4  |       |        | 16.      | 59   |
| 2018 | MotoGP     | Suzuki      | QAT Ki | ARG 3  | AME Ki | ESP Ki | FRA 10 | ITA 5  | CAT Ki | NED 2  | GER Ki | CZE 11 | AUT 8  | GBR T | RSM 4   | ARA 4  | THA 6  | JPN 3  | AUS 5   | MAL 2  | VAL 2 |        | 5.       | 169  |
| 2019 | MotoGP     | Suzuki      | QAT 4  | ARG 5  | AME 1  | ESP 2  | FRA 10 | ITA 4  | CAT 4  | NED Ki | GER Ki | CZE 4  | AUT 6  | GBR 1 | RSM Ki  | ARA 9  | THA 5  | JPN 7  | AUS 9   | MAL 5  | VAL 5 |        | 4.       | 205  |
| 2020 | MotoGP     | Suzuki      | ESP Ni | ANC 10 | CZE 4  | AUT Ki | STY 6  | RSM 5  | EMR 12 | CAT 3  | FRA 16 | ARA 1  | TER 2  | EUR 2 | VAL 4   | POR 15 |        |        |         |        |       |        | 3.       | 139  |
| 2021 | MotoGP     | Suzuki      | QAT 6  | DOH 4  | POR Ki | ESP 20 | FRA Ki | ITA Ki | CAT Ni | GER 11 | NED 11 | STY 7  | AUT 14 | GBR 2 | ARA 12  | RSM Ki | AME 4  | EMI 6  | ALG 8   | VAL Ki |       |        | 13.      | 99   |
| 2022 | MotoGP     | Suzuki      | QAT 7  | IND 5  | ARG 3  | AME 2  | POR 4  | ESP 19 | FRA Ki | ITA Ki | CAT Ki | GER Ni | NED 10 | GBR 7 | AUT 8   | RSM 7  | ARA 9  | JPN Ki | THA 12  | AUS 1  | MAL 5 | VAL 1  | 7.       | 173  |
| 2023 | MotoGP     | Honda       | POR 10 | ARG 9  | AME 12 | ESP Ki | FRA Ki | ITA Ni | GER    | NED    | GBR    | AUT    | CAT    | RSM   | IND     | JPN Vi | INO 9  | AUS Ni | THA     | MAL    | QAT   | VAL Ki | 19.      | 54   |

- * A szezon jelenleg is tart.
- 1-9 A sprintfutamon elért pontszerző helyezés